# Stegastes variabilis
Stegastes variabilis là một loài cá thia trong họ Pomacentridae, được tìm thấy trên các rạn san hô và đá ngầm ở biển Caribbean và các khu vực phụ cận của Đại Tây Dương và vịnh Mexico.
Loài này có thân hình ô van, thân dài khoảng 12,5 cm. Trên đầu và mõm có nhiều dải xanh biển. Nửa trên của thân nhìn chung có màu xanh biển đậm hoặc nâu còn nửa dưới màu vàng. Hai bên có các sọc kẻ dọc tối. Có hai đốm nhỏ màu đen, một nằm trên vây ngực và đốm kia ở trên cuống đuôi. Vây lưng có 12 gai và 14-17 vây mềm. Vây hậu môn có hai xương và 12 đến 15 vây tia mềm. Vây đuôi được chia hai và có thùy tròn.
Con lớn chủ yếu ăn tảo tầng đáy và cũng ăn bọt biển, ascidiacea và hải quỳ còn con chưa trưởng thành ăn động vật không xương sống như copepods harpacticoid và nemertea.
Trong mùa sinh sản, cá cái đẻ trứng trên đáy biển nơi trứng được gắn vào các vỏ sò rỗng, đá hoặc các vật khác và được con đực tưới tinh dịch lên. Sau đó chúng canh gác trứng, làm thông khí và đuổi những kẻ xâm phạm.